# Aeroklub Wrocławski
Aeroklub Wrocławski (WrocławSky Club) – stowarzyszenie lotnicze i klub sportowy zrzeszony w Związku Sportowym Aeroklub Polski. Stowarzyszenie utworzone w 1945 roku, jako jeden z pierwszych aeroklubów na ziemiach polskich po drugiej wojnie światowej.
Aeroklub Wrocławski (WrocławSkyClub) to również Certyfikowany Ośrodek Szkolenia lotniczego DTO – prowadzi szkolenia do uzyskania licencji pilota samolotowego (PPL(A) i LAPL(A), pilota szybowcowego (SPL)), oraz szkolenia w celu podwyższenia uprawnień – m.in. VFR noc, trudne warunki, szkolenia na różne typy samolotów. Na terenie lotniska prowadzone są szkolenia operatorów dronów, oraz do świadectwa kwalifikacji samolotów ultralekkich.
Z lotniska Aeroklubu możliwe jest operowanie prywatnych statków powietrznych, wykonywane są też loty zapoznawcze i widokowe.
Aeroklub Wrocławski prowadzi usługi lotnicze w zakresie lotów patrolowych, lotów obserwacyjnych, lotów fotograficznych. Posiada własną stację obsługi statków powietrznych.
Aeroklub posiada koncesję na sprzedaż paliw lotniczych. Dostępny jest AVGAS 100 LL oraz paliwo do silników Rotax UL91
Od 2016r. Aeroklub Wrocławski organizuje duże imprezy sportowe. Rozgrywane są tu m.in. Mistrzostwa Polski (MP w Akrobacji Szybowcowej 2016 i 2018), Motoparalotniowe (2017), Spadochronowe MP w CP (2016,2017,2018), Samolotowe Rajdowo Nawigacyjne MP (2017), MP w Akrobacji Samolotowej (2018), oraz zawody międzynarodowe (m.in. Międzynarodowy Wrocław Cup 2016, kwalifikacyjne wyścigi szybowcowe FAI 8. Serii Mistrzostw Świata Grand Prix 2017, IWGA/FAI The World Games 2017., Spadochronowe Mistrzostwa Świata FAI w Canopy Piloting 2018)
Aeroklub Wrocławski zarządza trawiastym Lotniskiem Szymanów w Szymanowie, 11 km od centrum Wrocławia.
Patronem Aeroklubu Wrocławskiego jest Bolesław Orliński (1899–1992), w okresie II wojny światowej dowódca operującego w barwach brytyjskich Dywizjonu Bombowego 305 Ziemi Wielkopolskiej im. Marszałka Józefa Piłsudskiego.

## Flota samolotów aeroklubu
| Producent | Model        | Ilość we flocie |
| --------- | ------------ | --------------- |
| Cessna    | 150          | 2               |
| Tecnam    | P2008JC      | 2               |
| Aero      | AT-3         | 2               |
| Socata    | Rallye 180TS | 1               |
| Socata    | Rallye 235CA | 1               |

## Flota szybowców aeroklubu
| Model                      | Ilość we flocie |
| -------------------------- | --------------- |
| SZD-50 Puchacz             | 3               |
| SZD-9 Bocian               | 4               |
| SZD-51 Junior              | 3               |
| SZD-48 Jantar Standard 2/3 | 5               |
| SZD-30 Pirat               | 3               |
| Grob G102 Astir CS Jeans   | 1               |